# الشرفا (أولاد قاسم)
الشرفا هو دُوَّار يقع بجماعة مفاسيس، إقليم خريبكة، جهة بني ملال خنيفرة في المملكة المغربية. ينتمي الدوّار لمشيخة أولاد قاسم التي تضم 3 دواوير. يقدر عدد سكانه بـ 1410 نسمة حسب الإحصاء الرسمي للسكان والسكنى لسنة 2004.

## روابط خارجية
- البوابة الوطنية للجماعات الترابية
- المندوبية السامية للتخطيط